# Emma Hunt
Emma Hunt, född 1 apri 2003, är en amerikansk professionell sportklättrare.

## Karriär
Hunt tog silver vid VM 2023 i klassen hastighet.